# Кэбеней
Кэбене́й — щитовой вулкан исландского типа, расположенный в центральной части Срединного хребта на Камчатке.

## Описание
Относится к Седанкинскому вулканическому району. Располагается на водораздельной части Срединного хребта, в районе междуречья рек Седанки и Левой (приток реки Еловки). На склонах вулкана берёт начало река Калгауч, являющаяся притоком реки Тигиль. Высота вулкана составляет 1527 метров. Имеет вид пологого щита, склоны которого представляют собой трудно проходимые лавовые поля, Щит вулкана венчается двумя вершинами. Имеет большое количество шлаковых конусов, в южной части имеется два крупных конуса: Воронин и Южный. У конуса Южного имеется крупный кратер заполненный озером. На вершине также есть крупный купол с небольшим кратером. Вулкан расположен в собственной кальдере. Диаметр основания — 60 километров (вместе с Красной сопкой). Вулкан сложен голоценовыми базальтами. Объём изверженных продуктов вулкана составил 100 км³. Его возраст оценивается как верхнечетвертичный.

## Фотогалерея

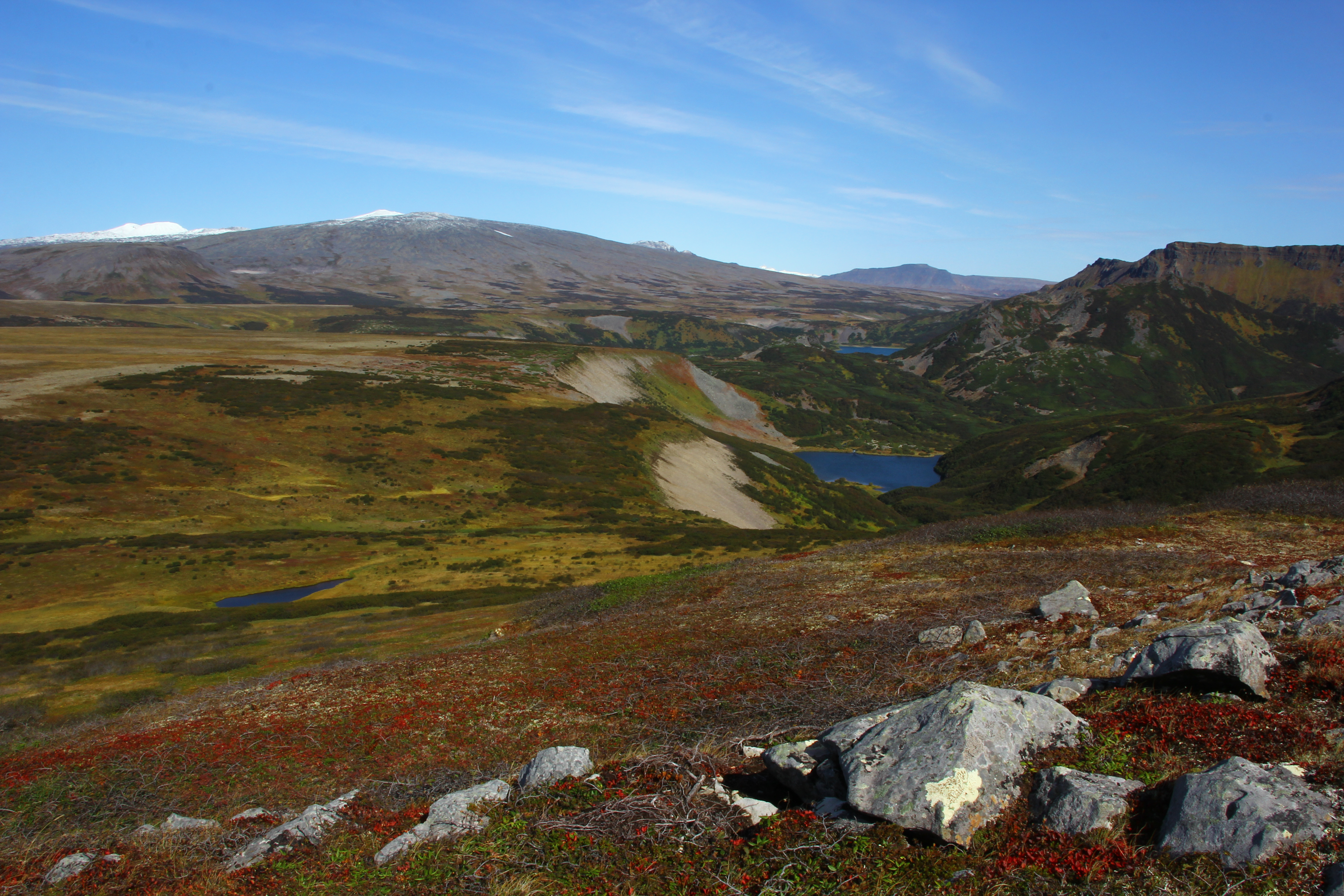
Заснеженная верхушка Кэбенея и чаши озера Гаканаллин
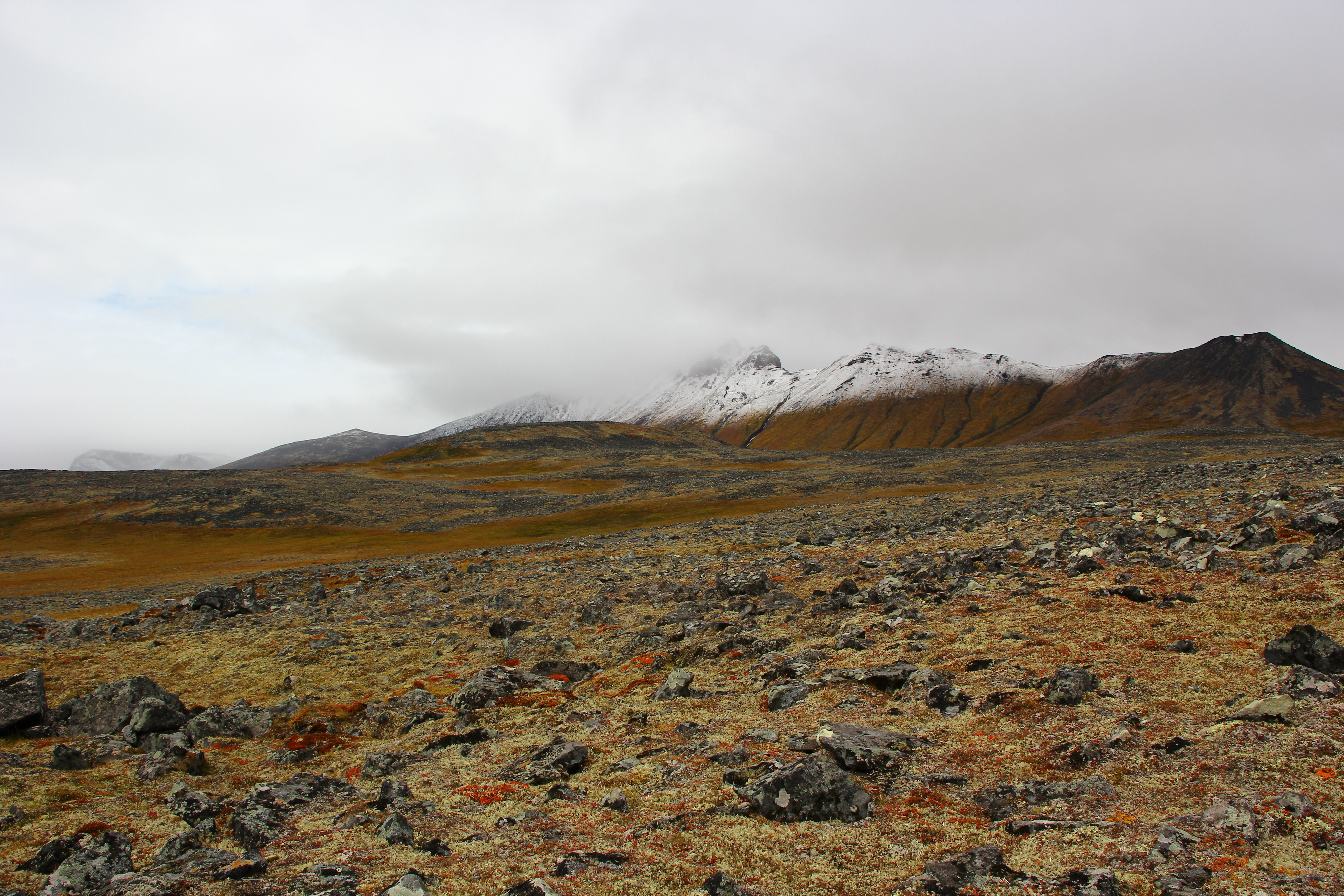
Кэбеней
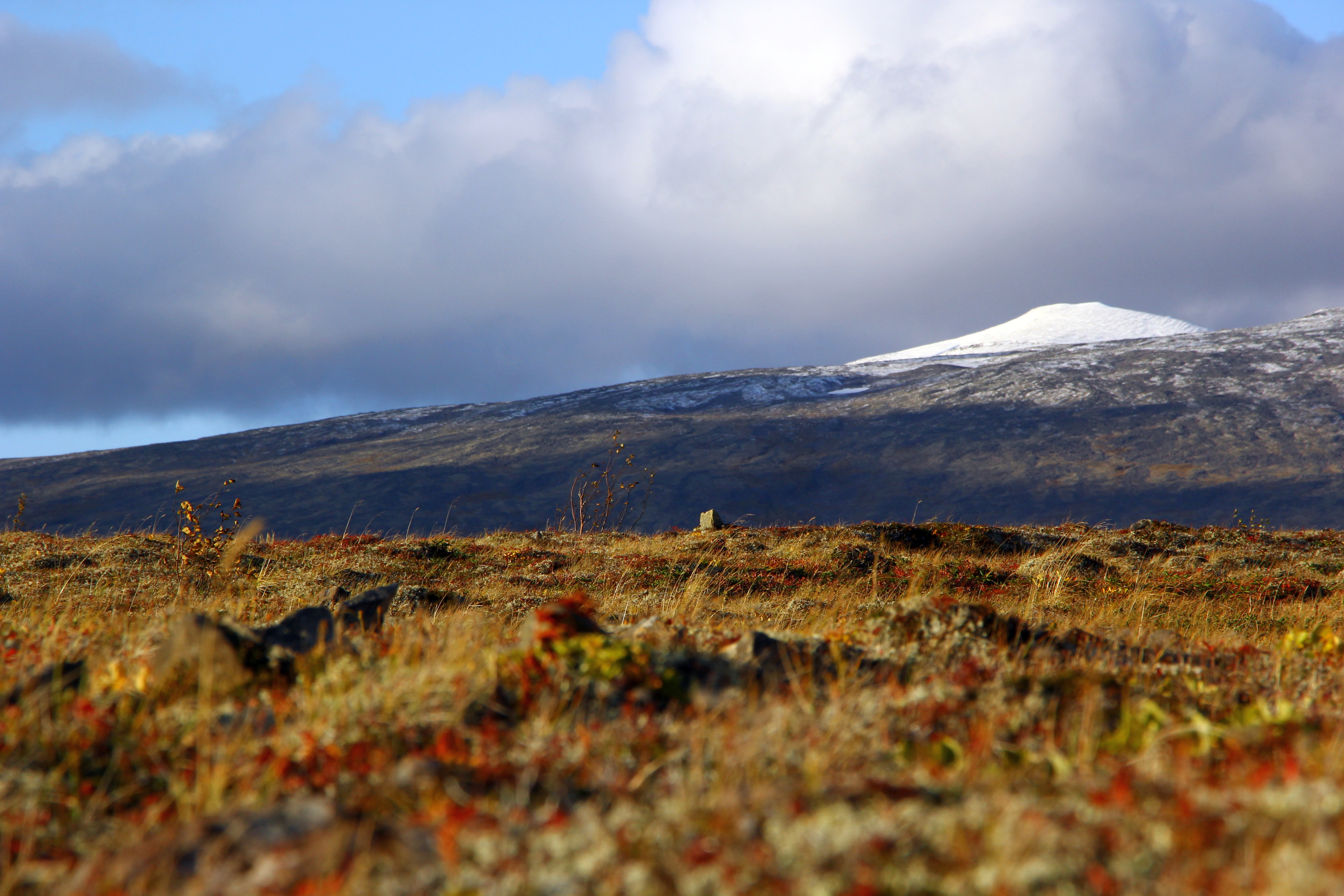
Кэбеней в сентябре
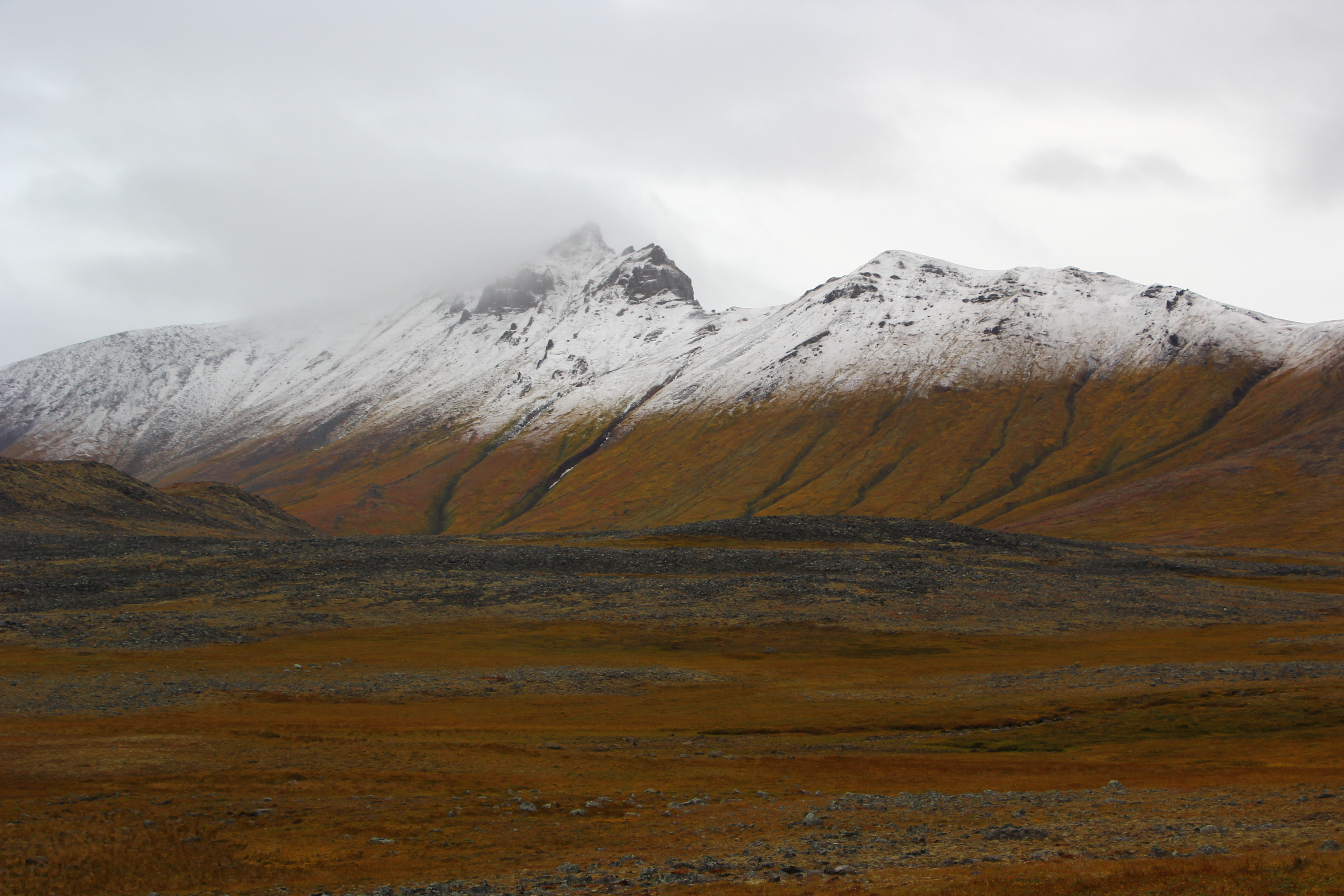
Заснеженный Кэбеней